# Мариса Мейър
Мариса Мейър (на английски: Marissa Meyer) е американска писателка на бестселъри в жанра романтична научна фантастика и фентъзи. Писала е и под псевдонима Алисия Блейд (Alicia Blade).

## Биография и творчество
Мариса Мейър е родена на 19 февруари 1984 г. в Такоума, Вашингтон, САЩ. От дете обича книгите и фантастичните романи. На 14 години се запознава с анимационния сериал „Сейлър Муун“ и сама започва да пише фензини за него под псевдонима Алисия Блейд публикувани на „Fanfiction.net“.
Завършва Тихоокеанския лутерански университет с бакалавърска степен по творческо писане. След дипломирането си работи в продължение на 5 години като редактор на книги. Стремейки да преследва писателска кариера завършва магистърска степен по творческо писане в университета „Пейс“. Мотивира се да пише първия си роман след участие в литературния конкурс „NaNoWriMo“, където участва с футуристичен преразказ на приказката „Котаракът в чизми“.
През 2012 г. е издаден първият ѝ фантастичен роман „Синдер“ от поредицата „Лунните хроники“. Главната героиня е подобна на Пепеляшка (cinder – прах), сираче със злобна мащеха, а красивият принц Кай кани именно нея на императорския бал. Всъщност тя е изключително талантлив механик киборг с тайнствено минало. Оказва се в епицентъра на интергалактическа битка и трябва да избира между дълга и свободата, лоялността и предателството, за да близките за нея хора. Романът става бестселър и дава старт на писателската ѝ кариера.
Мариса Мейър живее със семейството си в Такоума.

## Произведения

### Самостоятелни романи
- Heartless (2016)
- Instant Karma (2020)

### Серия „Лунните хроники“ (Lunar Chronicles)
1. Cinder (2012) 
Синдер, изд. „Егмонт България“, София (2013), прев. Кристина Георгиева
2. Scarlet (2013) 
Скарлет, изд. „Егмонт България“, София (2013), прев. Кристина Георгиева
3. Cress (2014) 
Крес, изд. „Егмонт България“, София (2014), прев. Кристина Георгиева
4. Winter (2015)

- Glitches (2012) – предистория на „Синдер“
- The Queen's Army (2012) – разказ
- Fairest (2015)
- Stars Above (2016) – сборник разкази

### Серия „Жици и нерви“ (Wires and Nerve)
1. Wires and Nerve (2017)
2. Gone Rogue (2018)

### Серия „Ренегати“ (Renegades)
1. Renegades (2017)
2. Archenemies (2018)
3. Supernova (2019)

### Серия „Позлатен“ (Gilded)
1. Gilded (2021)
2. Cursed (2022)

### Новели
- The Phantom of Linkshire Manor в Bound in Skin (2007) – като Алисия Блейд

### Сборници
- The Fierce Reads Anthology (2012) – с Анна Банкс, Лей Бардуго, Дженифър Босуърт и Еми Лейбърн
- Kisses and Curses (2015) – Ан Агире, Дженифър Албин, Анна Банкс, Лей Бардуго, Джесика Броуди, Лорън Бърнияк, Кейти Фин, Ники Кели, Еми Лейбърн, Лис Макбрайд, Дженифър Матю, Кара О'Брайън и Мари Р.